# Stromlinienform

Stromlinienverlauf um stromlinienförmiges Tragflügelprofil

Die Stromlinienform ist die ideale Form eines Körpers, die sich durch einen möglichst geringen Strömungswiderstand gegenüber dem umströmenden Medium, zumeist Luft oder Wasser, auszeichnet. Ein quantitatives Maß für die Stromlinienförmigkeit ist der Strömungswiderstandskoeffizient {\displaystyle C_{w}}; dieser ist in erster Näherung nur von der Form, nicht der Größe des umströmten Körpers abhängig. Je niedriger sein {\displaystyle C_{w}}-Wert, umso stromlinienförmiger der Körper. Qualitativ ablesbar ist Stromlinienform an einem glatten, weitestgehend wirbelfreien Verlauf der Stromlinien, die in numerischen Simulationen oder Windkanalexperimenten sichtbar gemacht werden können.
Fahr- und Flugzeuge, Schiffe und U-Boote werden meist nach den Regeln der Fluiddynamik entworfen, um möglichst stromlinienförmig zu sein.
Die Natur zeigt bei einigen Tieren die Stromlinienform. So sind schnell schwimmende Fische, Wale und Pinguine stromlinienförmig, nutzen die Hydrodynamik. Vögel sind gut an die Regeln der Aerodynamik angepasst.
Ziel ist es, sich sowohl in der Technik als auch in der Natur mit möglichst wenig Energieaufwand durch ein Medium zu bewegen oder strömenden Medien möglichst wenig Widerstand entgegenzusetzen (z. B. bei Gebäuden).

## Geschichte

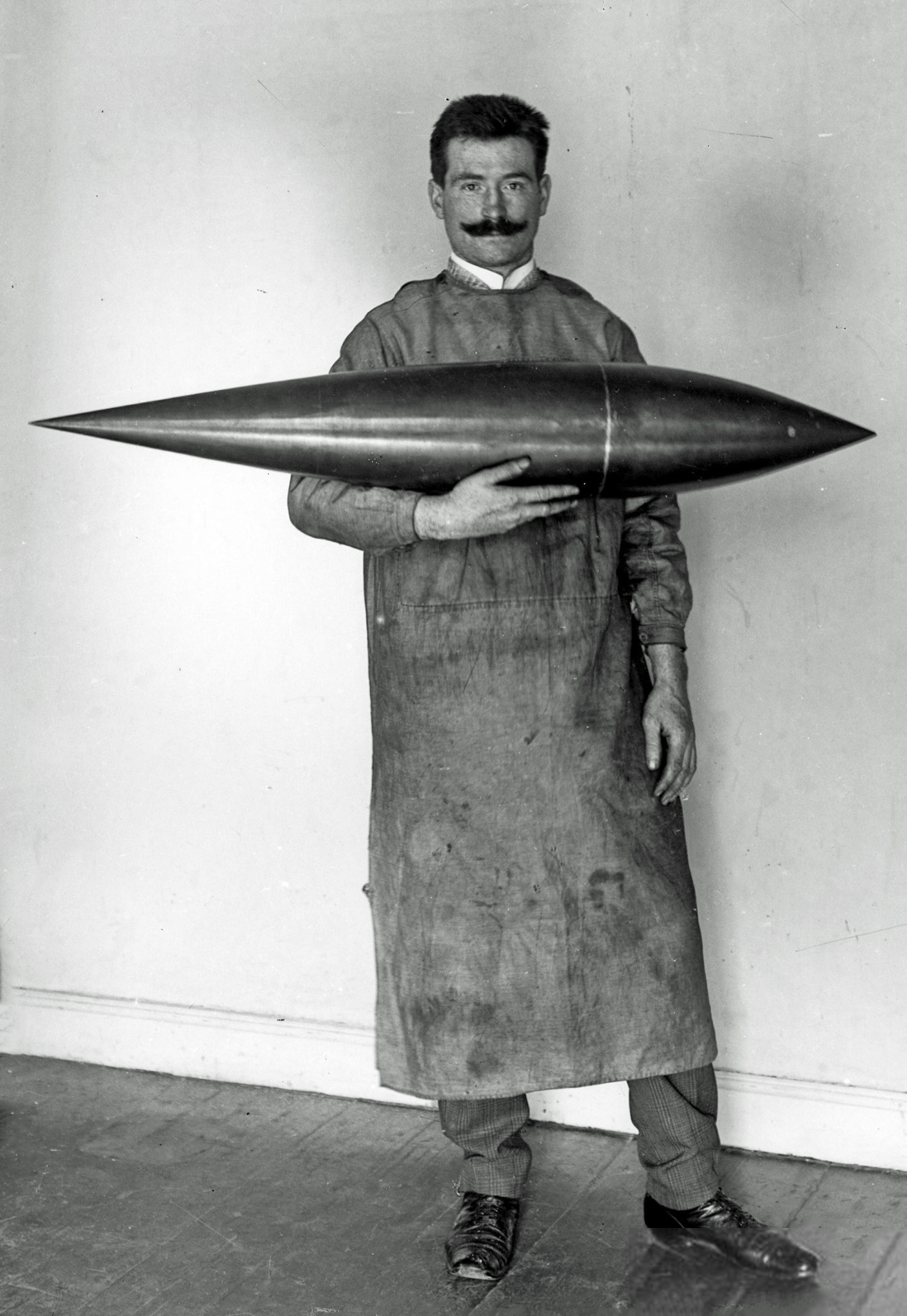
Modell eines Luftschiffkörpers für den Windkanal der Modellversuchsanstalt in Göttingen, 1908

Der Begriff Stromlinienform wurde Anfang des 20. Jahrhunderts im Zuge der immer höheren Geschwindigkeiten motorisierter Luft- und Landfahrzeuge und deren mit der Geschwindigkeit stark steigenden Luftwiderstandes geprägt, als man systematische Strömungsversuche unternahm. Bereits 1907/08 wurde von Ludwig Prandtl in Göttingen die spätere Aerodynamische Versuchsanstalt als „Modellversuchsanstalt für Aerodynamik der Motorluftschiff-Studiengesellschaft“ errichtet und in Betrieb genommen, um die „beste“ Luftschiffform zu entwickeln. So wurden Luftschiffe von Zeppelin und Schütte-Lanz zu einem Synonym für die Stromlinienform und des technischen Fortschritts. Viele wissenschaftliche aerodynamische Grundlagen stammen aus dieser Zeit.
Im Windkanal entwickelte strömungsgünstige Fahrzeuge wie der Tropfenwagen von Edmund Rumpler vom Herbst 1921 mit einem {\displaystyle C_{w}} von nur 0,28 scheiterten am Markt. Im Europa der 1930er Jahre am erfolgreichsten waren der Tatra 77 und seine Nachfolger. Forschungen von Paul Jaray, Wunibald Kamm und Karl Schlör von Westhofen-Dirmstein (Schlörwagen) wurden wenig beachtet und später vom Zweiten Weltkrieg unterbrochen.

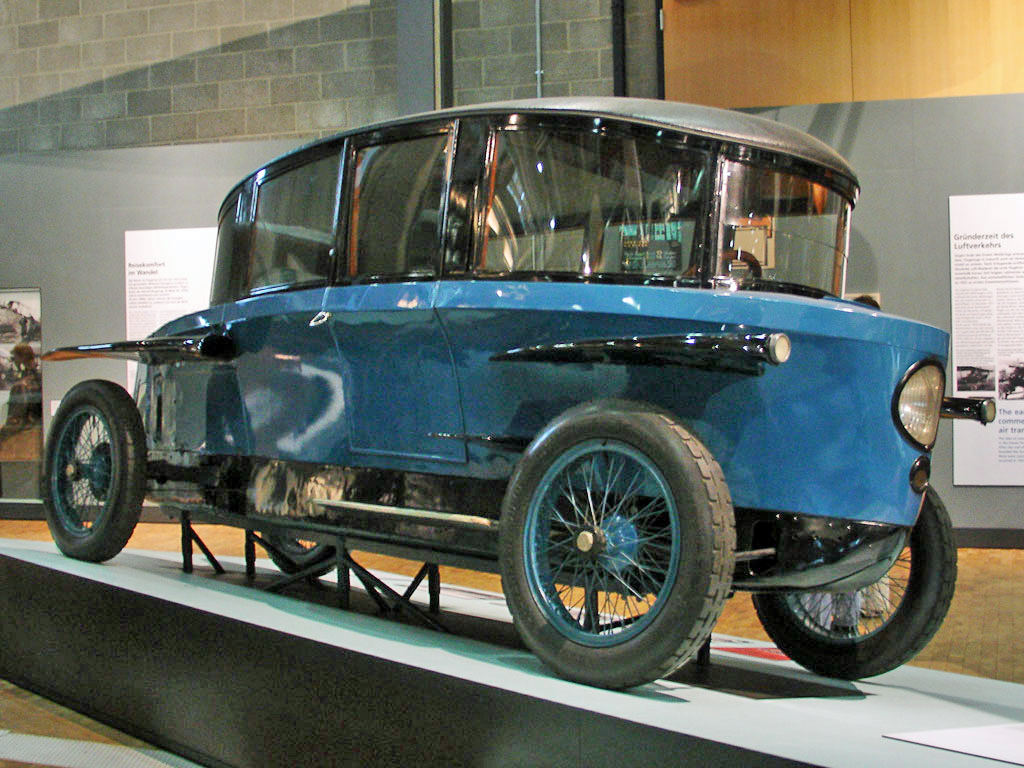
Rumpler-Tropfenwagen, 1921
Replika eines Auto-Union-Stromlinien-Konzepts (Paul Jaray), 1934
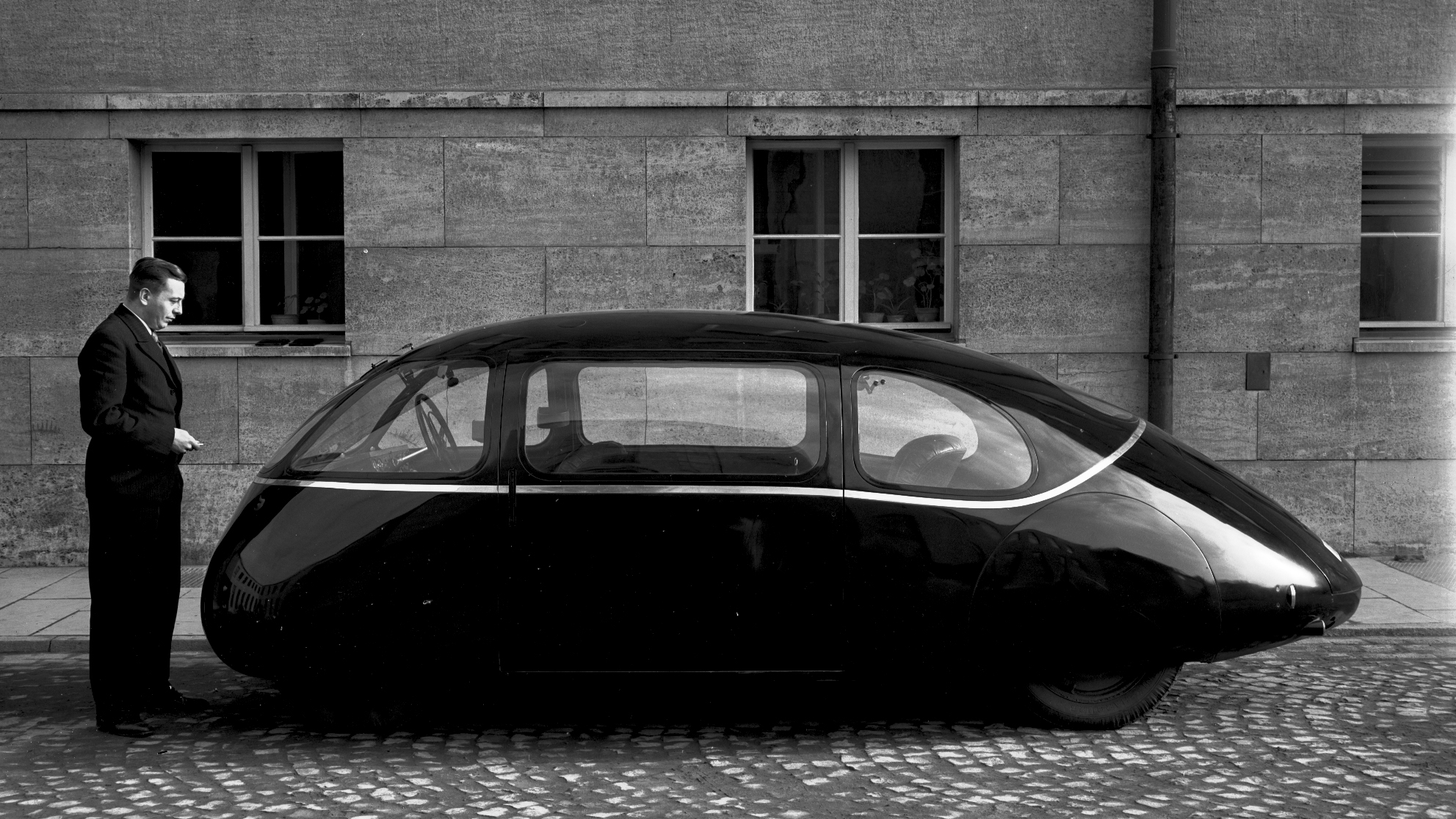
Schlörwagen, 1939

## Design
Berühmt sind die Stromlinienformen älterer Autos, die besonders geschwungene Linien zeigten. Da sich die Stromlinienform aber meist auf Andeutungen beschränkte und kaum im Windkanal geforscht wurde, war der tatsächliche Widerstandsbeiwert nicht unbedingt niedrig. Der Chrysler Airflow von 1934 scheiterte am Markt, der Bendix SWC ging gar nicht in die Serienfertigung. Am erfolgreichsten waren in Europa in den 1930er Jahren – wie erwähnt – der Tatra 77 und seine Nachfolger.

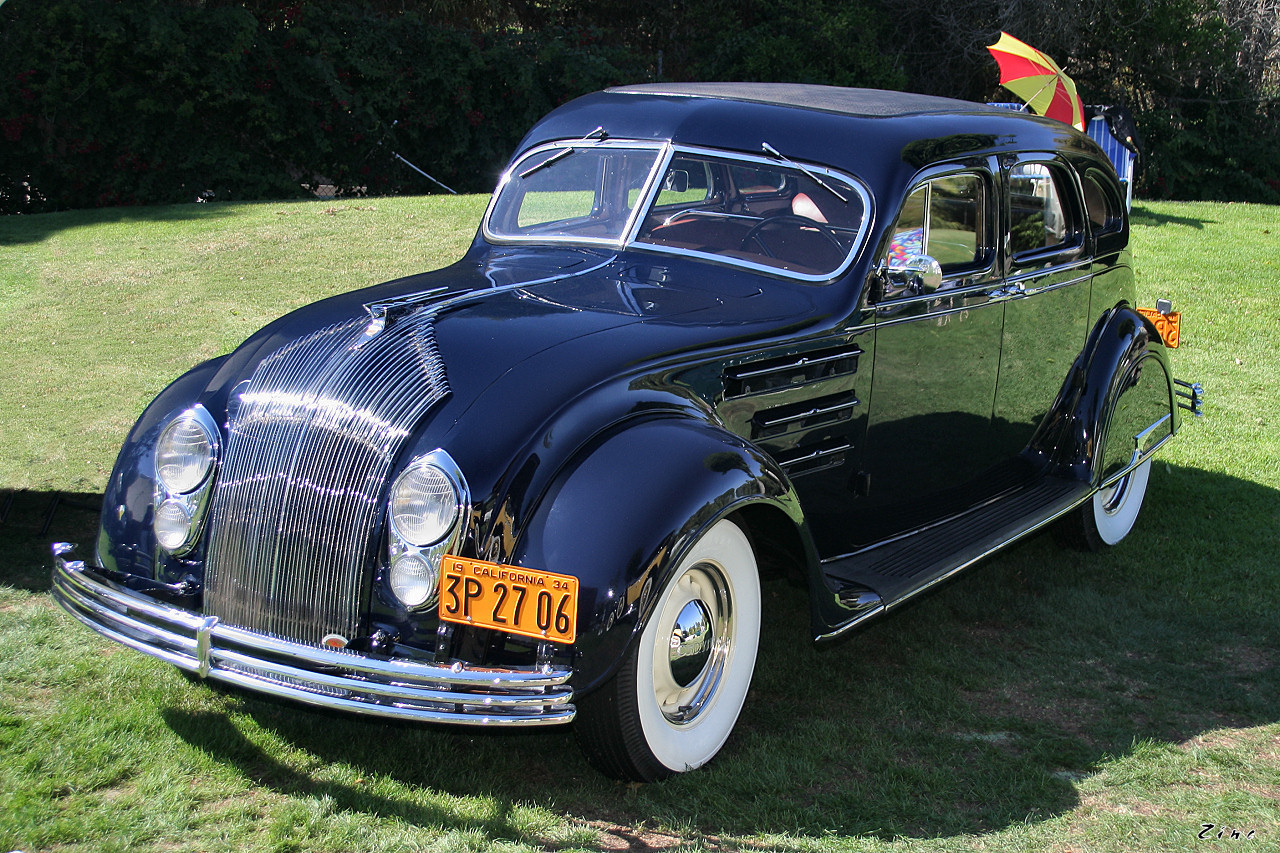
Chrysler Airflow, 1934
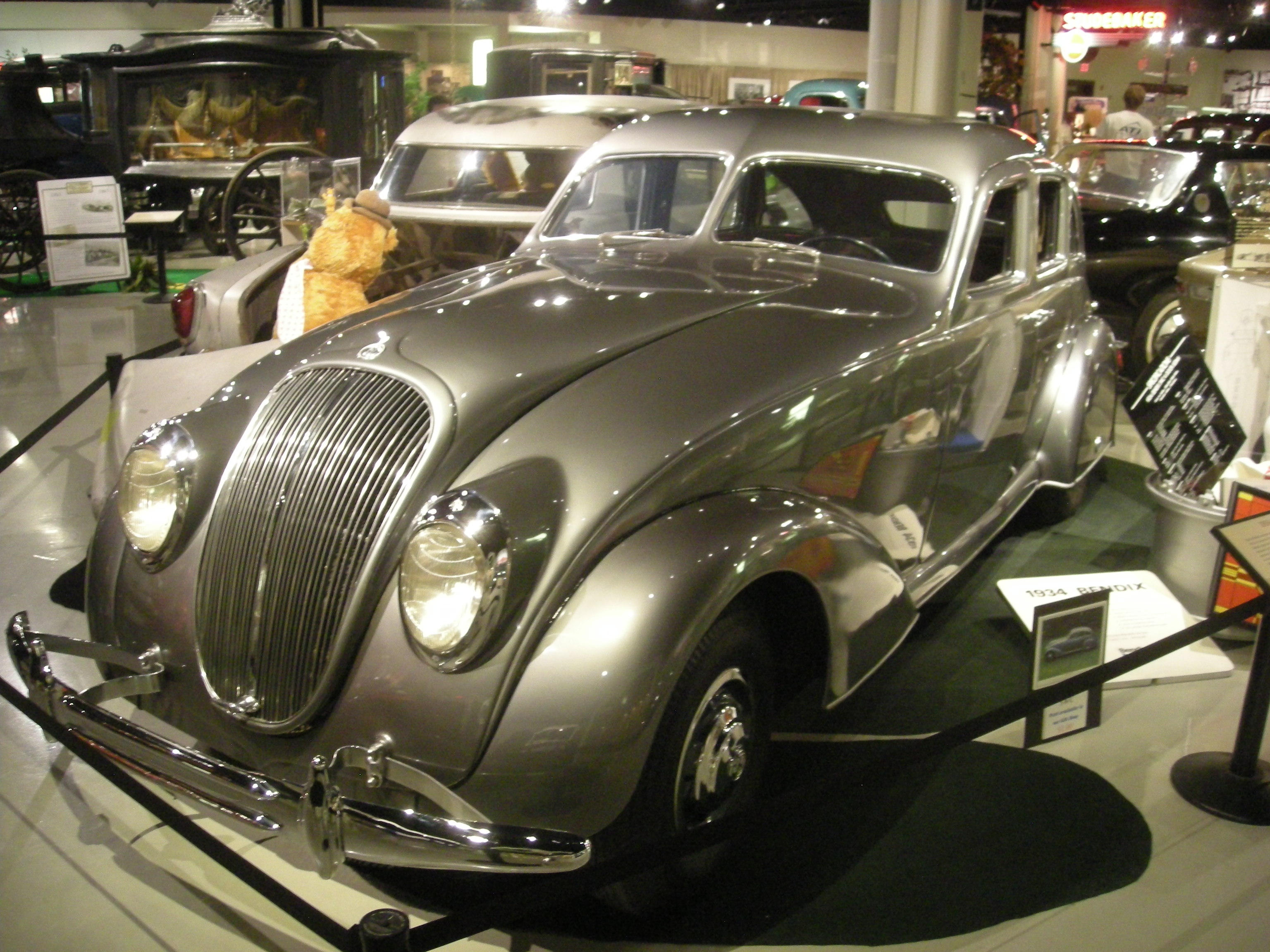
Studebaker Bendix, 1934
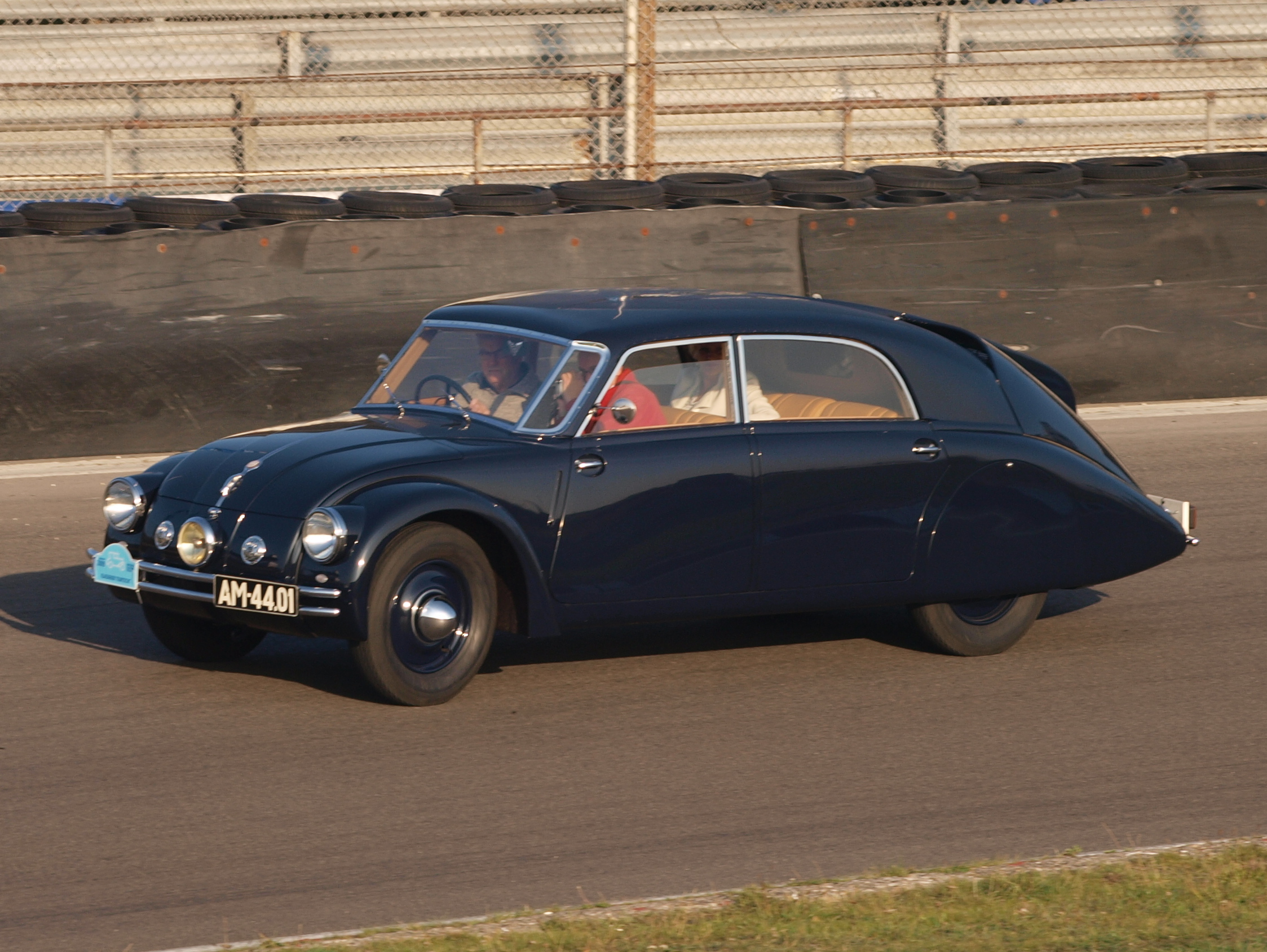
Tatra 77, 1934
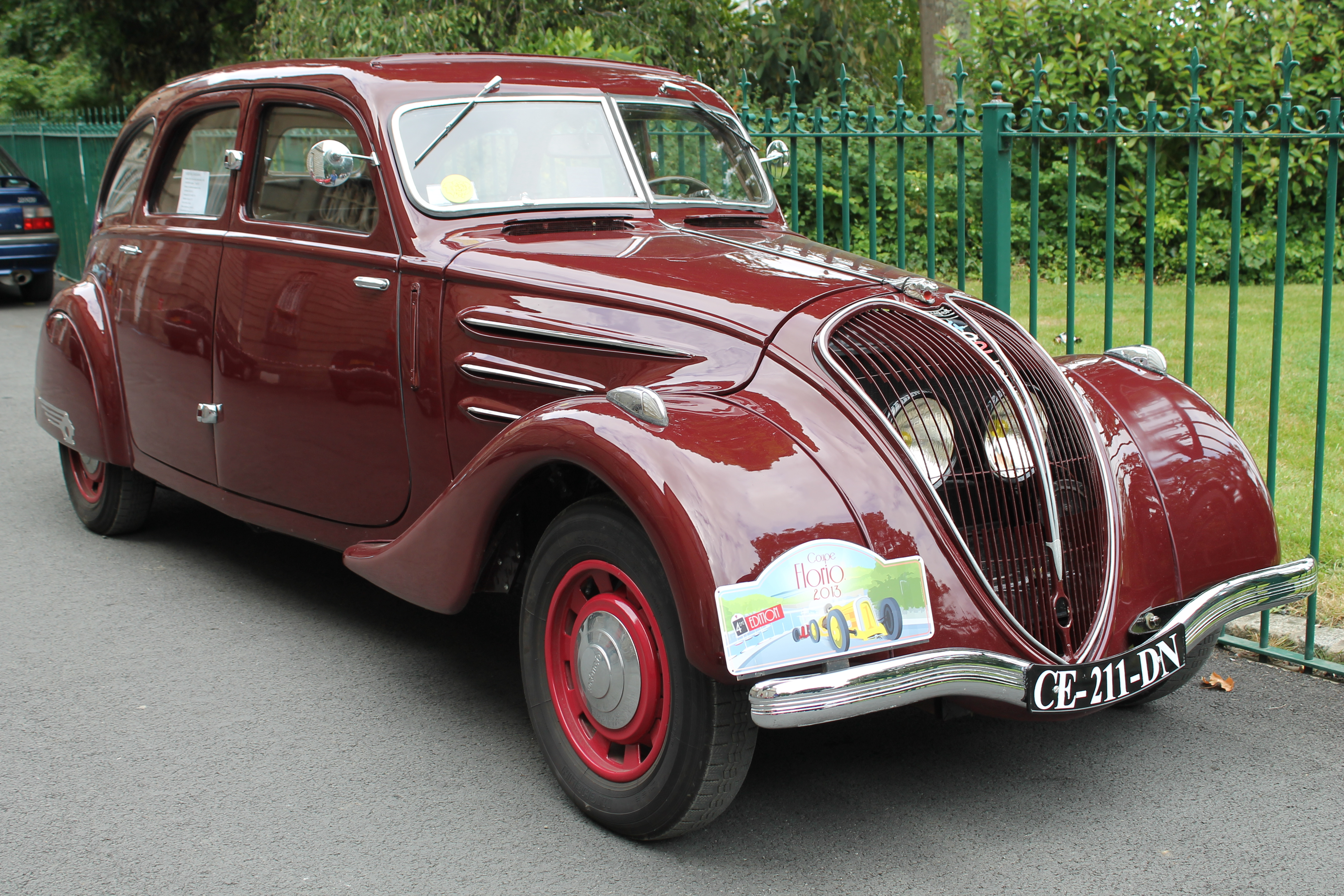
Peugeot 402, 1935
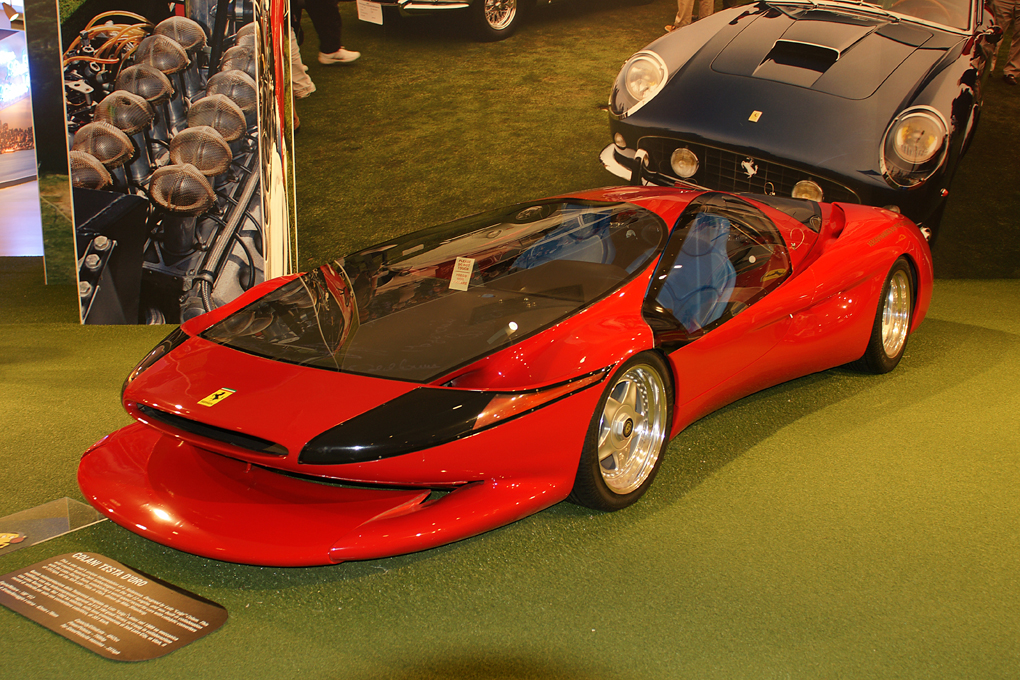
Ferrari Testa d’Oro, 1989 (von Colani umgebaut)
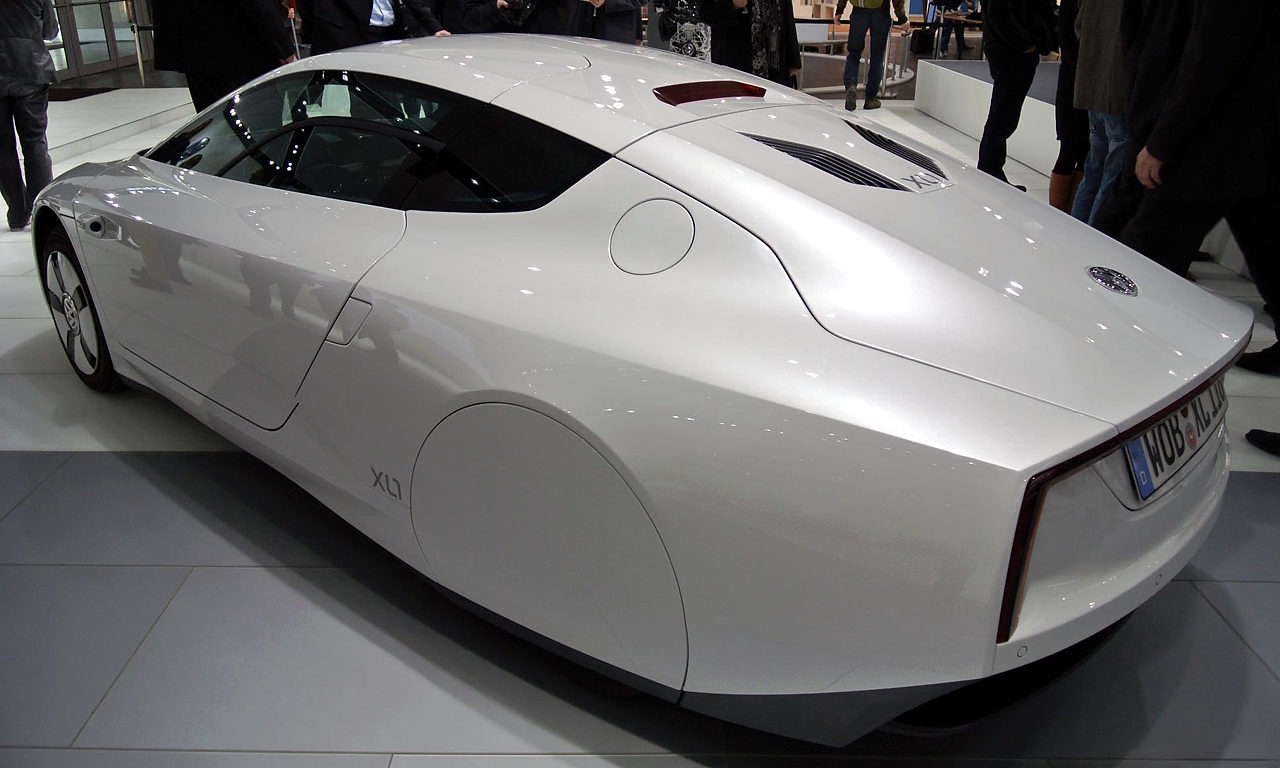
VW XL1, 2013 (mit einem Strömungswiderstands-Koeffizient (cw-Wert) von nur 0,159)

Erwähnenswert sind auch die Stromlinienlokomotiven. Beispielhaft dafür sind:
- die deutsche DR-Baureihe 03.10 oder die DR-Baureihe 05 (Weltrekord 1935 mit 200,4 km/h),
- die Stromlinienausführungen der US-amerikanischen Hudson-Lokomotiven und
- die englische Lokomotive Mallard (bis heute bestehender Weltrekord für Dampflokomotiven mit 201,2 km/h).

Parallel dazu wurden ganze Stromlinienzüge entwickelt, beginnend mit dem dieselelektrischen Fliegenden Hamburger und dem dampfbetriebenen Henschel-Wegmann-Zug. Seit den 1930er Jahren stellten diese Züge den Premium-Service des Eisenbahnverkehrs. Sie bildeten auch die Grundlage für die heutigen Hochgeschwindigkeitszüge.

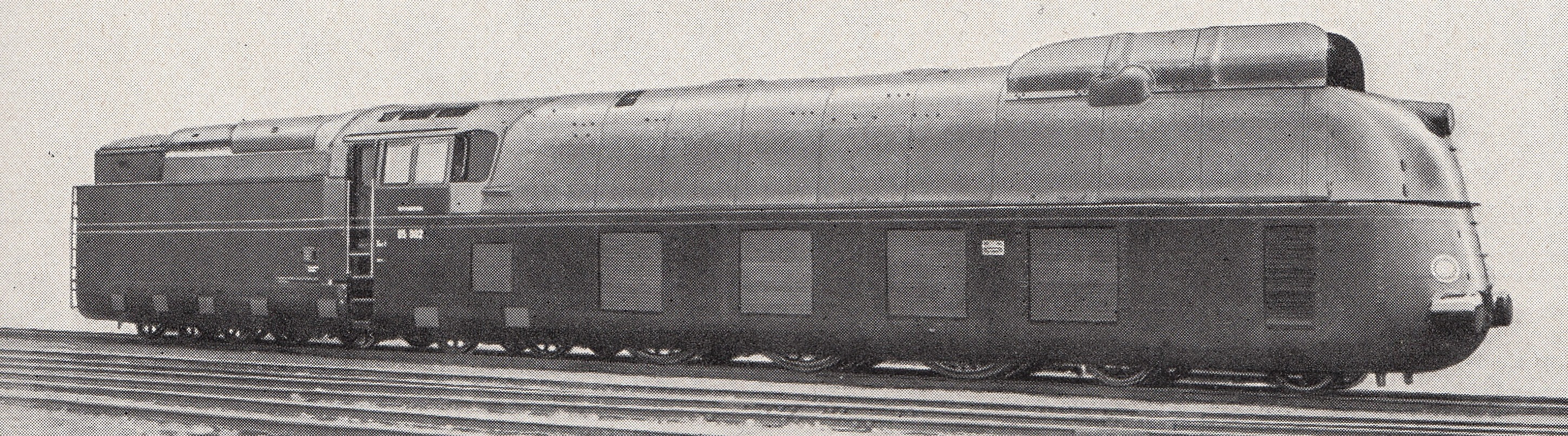
DR-Baureihe 05, 1935
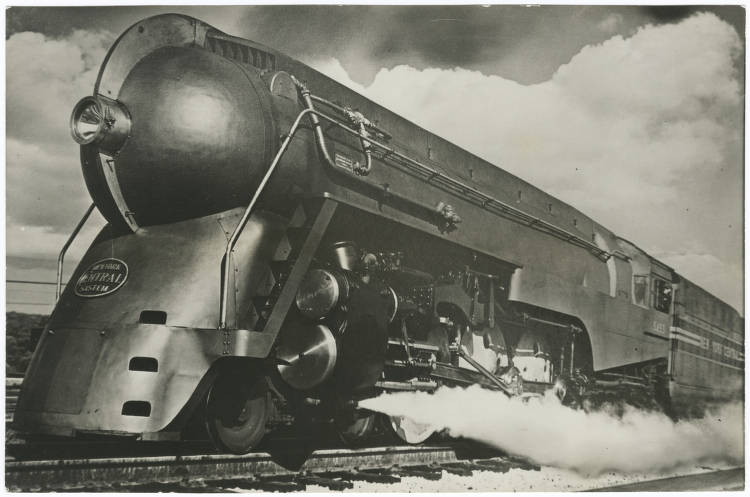
Super Hudson, 1937
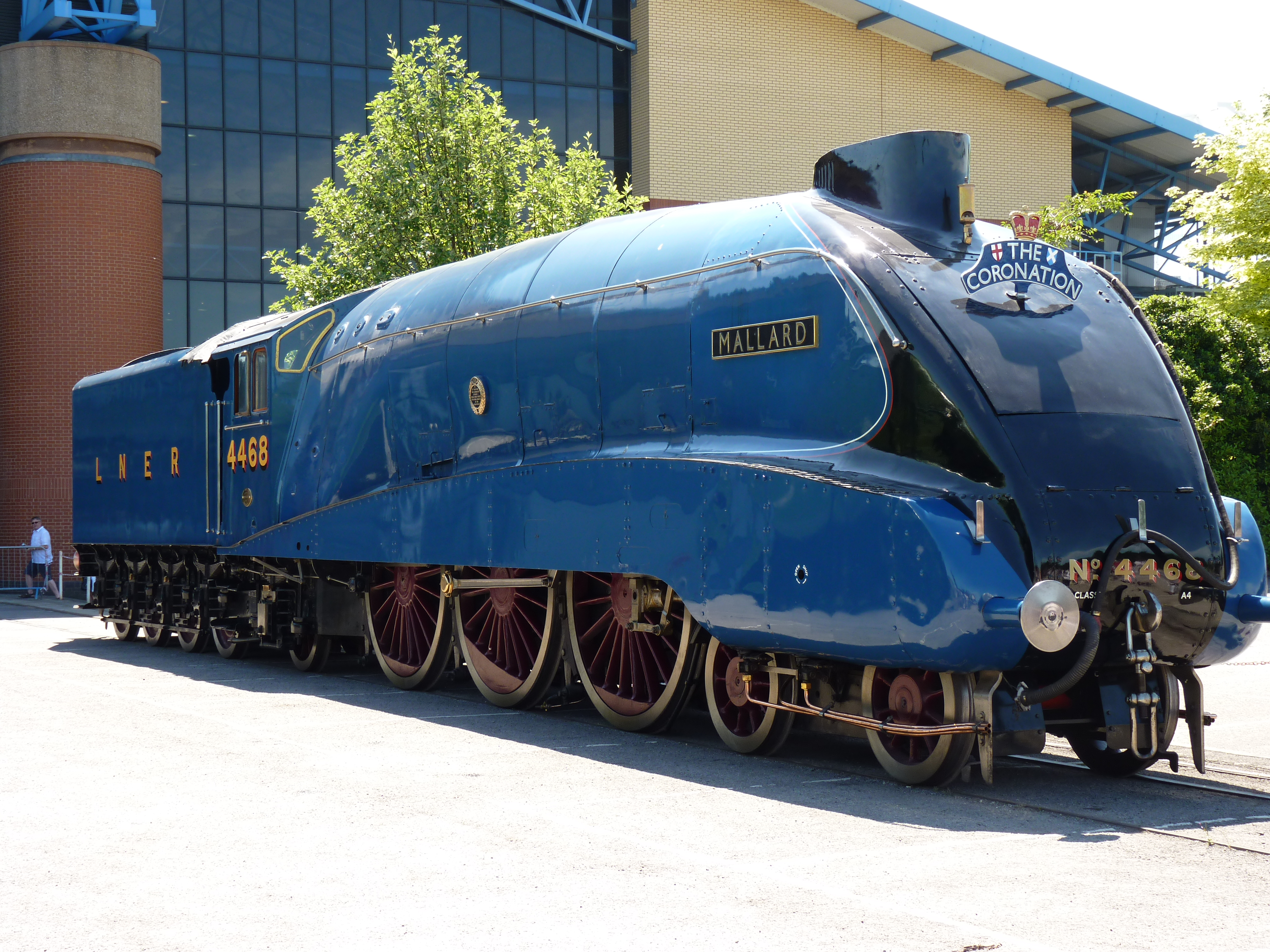
Mallard, 1938

Bedeutende Pioniere des auch nur kurz als Streamlining bezeichneten Stromliniendesigns waren Raymond Loewy, Norman Bel Geddes, Henry Dreyfuss und Otto Kuhler.